# Brian Doyle-Murray
Brian Doyle-Murray (Chicago, 31 oktober 1945) is een Amerikaans film- en televisieacteur.
Murray is de oudere broer van acteur en komiek Bill Murray. De twee werkten in meerdere producties samen, zoals in Caddyshack, Scrooged, Ghostbusters II en Groundhog Day.
Vroeg in zijn carrière koos Murray ervoor de geboortenaam van zijn grootmoeder, Doyle, aan zijn artiestennaam toe te voegen om verwarring met de Zuid-Afrikaanse acteur Brian Murray te voorkomen. Hij wordt vaak als ietwat knorrige man in komische rollen gecast. Maar hij speelt ook serieuzere rollen, zoals die van Jack Ruby in de film JFK.
In 1978, 1979 en 1980 werd Doyle-Murray genomineerd voor een Emmy Award voor zijn werk aan Saturday Night Live.

## Gedeeltelijke filmografie
- Biblioteca Nacional de España: XX1297508
- Gemeinsame Normdatei: 139362347
- International Standard Name Identifier: 0000 0000 6637 8998
- Library of Congress Control Number: no96046095
- MusicBrainz: b11b385f-a2cb-4823-be25-01efc8fd4e54
- Nationale Bibliotheek van Israël: 987007426288605171
- SNAC: w6t16sk1
- Virtual International Authority File: 87063733
- WorldCat: E39PBJbRjhXQBVwqPBprxVHDMP